# Pierre Pellizza
Pierre Pellizza (Lourdes, 10 luglio 1917 – Louisville, 9 giugno 1974) è stato un tennista francese.

## Biografia
La sua carriera fu interrotta dalle scoppio della seconda guerra mondiale, conquistò il torneo di Monte Carlo nel 1939 e nuovamente nel 1946 superando in entrambe le occasioni il connazionale Yvon Petra in quattro set. Nei tornei dello Slam raggiunse i quarti di finale sia agli Internazionali di Francia che a Wimbledon, sull'erba londinese replicò il risultato anche nel doppio maschile mentre a Parigi raggiunse le semifinali in coppia con Enrique Morea.
Fece parte della squadra francese di Coppa Davis dal 1938 al 1947 vincendo dieci incontri e perdendone quattro, equamente divisi tra singolare e doppio.